# آنا میکلسون
آنا میکلسون (انگلیسی: Anna Mickelson؛ زادهٔ ۲۱ مارس ۱۹۸۰) قایقران روئینگ اهل ایالات متحده آمریکا است.
وی در مسابقات کشوری و بین‌المللی در مجموع برندهٔ ۳ مدال طلا، ۱ مدال نقره شده‌است.